# 由利町立前郷小学校
由利町立前郷小学校（ゆりちょうりつ まえごうしょうがっこう）は、秋田県由利郡由利町（現在の由利本荘市）にあった公立小学校。

## 概要
1874年（明治7年）、慶祥寺の禅堂に学校を設立。1913年（大正2年）に竜洞寺跡に校舎を落成。1947年（昭和22年）、東滝沢村立前郷小学校と改称。 1955年（昭和30年）、町村合併により由利町立前郷小学校と改称。
2004年（平成16年）3月、本校と由利町立西滝沢小学校、由利町立鮎川小学校を統合し、由利本荘市立由利小学校が開校されることに伴い、閉校した。
現在、跡地は滝沢舘公園として生まれ変わっており、閉校記念碑も建てられている。

## 沿革
以下、注釈のない限り由利小学校の公式ページより引用。
- 1874年（明治7年）
  - 3月12日 - 前郷学校として、前郷字寺の下の慶祥寺の禅堂に開校。本村字町村の瑞光寺を仮校舎とする[3]。土倉の蔵昌寺に学校仮校舎を設ける。
  - 4月 - 前郷字森子、五十土に分教場を開設[3]。
- 1876年（明治9年）3月 - 前郷上町に移転[3]。
- 五十土分校が独立[3]。
- 1880年（明治13年）7月 - 教育令により五十土小学校が再度分校となる[3]。
- 曲沢分教場を開設[3]。
- 1883年（明治16年）8月 - 西小路に移転[3]。
- 1889年（明治22年）2月 - 簡易科を開設[3]。
- 1892年（明治25年）4月 - 簡易科を廃止し、「前郷尋常小学校」に改称。五十土分校が五十土小学校として独立[3]。
- 1897年（明治30年）5月 - 曲沢分校を廃止[3]。
- 1899年（明治32年）9月 - 竜洞寺跡に新校舎を落成[3]。
- 1901年（明治34年）4月 - 高等科を開設[3]。
- 1913年（大正2年）9月 - 新校舎を落成。
- 1941年（昭和16年）4月 - 前郷国民学校と改称。
- 1947年（昭和22年）4月 - 東滝沢村立前郷小学校と改称。
- 1955年（昭和30年）3月 - 町村合併により由利町立前郷小学校と改称。
- 1966年（昭和41年） - 金山分校閉校。
- 2003年（平成15年） - 閉校記念式典挙行[4]。
- 2004年（平成16年）3月31日 - 閉校。

## 校歌
- 作曲：石森延男
- 作曲：下総皖一[5]